# Красноключёвская малая ГЭС

Сброс воды(идет постоянно)

Выход воды из шлюзов ГЭС

Красноключёвская гидроэлектростанция — одна из малых ГЭС Башкортостана, находится в Нуримановском районе Башкортостана.

## Общие сведения
Гидроэлектростанция была построена в пределах особо охраняемой природной территории на карстовом источнике Красный Ключ, который дал название селу Красный Ключ.
Проектированием электростанции занималось объединение «Гидроэнергопром» (Санкт-Петербург), строительство выполняло предприятие «БашУралМонолит».
Мощность МГЭС — 200 кВт. Турбина поворотно-лопастная, по плану должна быть установлена ещё и вторая гидротурбина.
Собственник: ЗАО «Башуралмонолит».
Вокруг станции существуют два взаимоисключающих мнения:
- По официальным данным, электростанция работает, дополнительной деятельностью предприятия является подсобное производство бутилированной воды с таким же названием, которое активно работает, поддерживая экономику района[2]. Благоустройство места позволило решить существовавшие проблемы[3].
- Кроме этого, существует мнение о том, что станция для выработки электроэнергии никогда не использовалась, простаивает и при строительстве нанесла непоправимый урон экологии района[1].

## Происшествия
29 мая 2011, на гидроэлектростанции произошёл обвал правой стороны плотины. В результате этого плотина начала сильно осыпаться. Пострадавших нет. Начатый ремонт был успешно закончен в августе 2011 года.